# 一件落着ゴ用心
『一件落着ゴ用心』（いっけんらくちゃくゴようじん）は、イヤホンズの5枚目のシングル。2017年2月15日にEVIL LINE RECORDSから発売。

## 概要
前作『予め失われた僕らのバラッド』から約4か月ぶりとなるシングル。
表題曲「一件落着ゴ用心」は、秋葉原の文化を守るために立ち上がったヒーロー達をイメージしたナンバーとなっており、2017年1月から放送のテレビアニメ『AKIBA'S TRIP -THE ANIMATION-』のオープニングテーマとしてタイアップされている。ゲストヴォーカルとして、歌手の串田アキラが楽曲に参加している。
カップリング曲「理想郷物語（ヨミ：ユートピアモノガタリ）」は、テレビアニメ『AKIBA'S TRIP -THE ANIMATION-』と、メイド喫茶「めいどりーみん」とのコラボカフェのイメージソングとしてタイアップされ、コラボキャンペーン期間中は店舗内のBGMとして使用される。
【イヤホンズ盤】と【AKIBA'S TRIP -THE ANIMATION-盤】の2形態で販売。【イヤホンズ盤】には、「一件落着ゴ用心」、「理想郷物語」（+各off vocal ver.）に加え、ミュージックビデオを収録したDVDを同梱。【AKIBA'S TRIP -THE ANIMATION-盤】では、上記の二曲に加え、ボーナストラックとして「イヤホンズのスーダラ節」を収録。
シングル発売日当日に配信された生放送番組『あなたのお昼をイヤホンジャーック！！』にて、「一件落着ゴ用心」がNPO法人・秋葉原観光推進協会が公認する『秋葉原応援ソング』に認定されたことが発表された。今後この曲は、秋葉原の随所に設置されるデジタルサイネージにて配信されるとのこと。
2017年10月から放送のテレビアニメ『アニメガタリズ』第3話、第5話では、「一件落着ゴ用心」が劇中BGMとして使用され、EDクレジットにも曲名が記載された。

## 収録曲
(※【イヤホンズ盤】と【AKIBA'S TRIP -THE ANIMATION-盤】では収録内容が若干異なるため、ここでは別々に記載する。)

### 【イヤホンズ盤】 (CD+DVD)

#### CD
1. 一件落着ゴ用心
  - 作詞：只野菜摘／作曲・編曲：横山克／客演：串田アキラ
  - テレビアニメ『AKIBA'S TRIP -THE ANIMATION-』オープニングテーマ
  - テレビアニメ『アニメガタリズ』挿入歌
2. 理想郷物語（ヨミ：ユートピアモノガタリ）
  - 作詞・作曲・編曲：山田高弘
  - テレビアニメ『AKIBA'S TRIP -THE ANIMATION-』×メイド喫茶「めいどりーみん」コラボキャンペーンイメージソング
3. 一件落着ゴ用心（off vocal ver.）
4. 理想郷物語（off vocal ver.）

#### DVD
1. 一件落着ゴ用心 MUSIC VIDEO
  - 制作：ピンクじゃなくても
2. 一件落着ゴ用心 MVメイキング

### 【AKIBA'S TRIP -THE ANIMATION-盤】 (CD Only)
1. 一件落着ゴ用心
2. 理想郷物語
3. イヤホンズのスーダラ節
  - 作詞：青島幸男／作曲：萩原哲晶／編曲：エンドウ.（GEEKS）／ドラマパート脚本：浅野真澄
  - 原曲：ハナ肇とクレージーキャッツ
  - 昭和期の代表的な流行歌をカヴァーし、イヤホンズ仕様にアレンジしたもの。楽曲内にはドラマパートが設けられており、このパートの脚本を、浅野真澄が担当している。
4. 一件落着ゴ用心（off vocal ver.）
5. 理想郷物語（off vocal ver.）
6. イヤホンズのスーダラ節（off vocal ver.）

## 収録アルバム
- Some Dreams（#1、2）